# Усть-Теленгуй
Усть-Теленгу́й (рос. Усть-Теленгуй) — село у складі Шилкинського району Забайкальського краю, Росія. Адміністративний центр Усть-Теленгуйського сільського поселення.

## Населення
Населення — 513 осіб (2010; 620 у 2002).
Національний склад (станом на 2002 рік):
- росіяни — 100 %